# A Harmadik műszak epizódjainak listája
Az alábbi lista a Harmadik műszak című amerikai tévéfilmsorozat epizódjait tartalmazza:

## Évados áttekintés
| Évad | Évad | Részek száma | Részek száma | Eredeti sugárzás     | Eredeti sugárzás  | Eredeti adó |
| Évad | Évad | Részek száma | Részek száma | Évadbemutató         | Évadzáró          | Eredeti adó |
| ---- | ---- | ------------ | ------------ | -------------------- | ----------------- | ----------- |
|      | 1.   | 22           | 22           | 1999. szeptember 23. | 2000. május 22.   | NBC         |
|      | 2.   | 22           | 22           | 2000. október 2.     | 2001. május 21.   | NBC         |
|      | 3.   | 22           | 22           | 2001. október 15.    | 2002. május 13.   | NBC         |
|      | 4.   | 22           | 22           | 2002. szeptember 30. | 2003. április 28. | NBC         |
|      | 5.   | 22           | 22           | 2003. szeptember 29. | 2004. május 7.    | NBC         |
|      | 6.   | 22           | 22           | 2004. szeptember 17. | 2005. május 6.    | NBC         |

## 1. évad (1999-2000)
| Sor. | Év. | Cím                                                            | Rendező               | Író                                                               | Premier                                |
| ---- | --- | -------------------------------------------------------------- | --------------------- | ----------------------------------------------------------------- | -------------------------------------- |
| 1.   | 1.  | Isten hozott Camelotban! (Welcome to Camelot)                  | Christopher Chulack   | Történet: Edward Allen Bernero & John Wells Tévéjáték: John Wells | 1999. szeptember 23. 2000. február 9.  |
| 2.   | 2.  | Bárhol, csak nem itt (Anywhere But Here)                       | Christopher Chulack   | Edward Allen Bernero                                              | 1999. szeptember 26. 2000. február 16. |
| 3.   | 3.  | Példaképek (Patterns)                                          | Christopher Chulack   | John Ridley                                                       | 1999. október 3. 2000. február 23.     |
| 4.   | 4.  | Jó nem sülhet ki belőle (Hell Is What You Make Of It)          | Christopher Misiano   | Terri Kopp                                                        | 1999. október 10. 2000. március 1.     |
| 5.   | 5.  | Bűnösök és áldozatok (Responsible Parties)                     | Félix Enríquez Alcalá | Edward Allen Bernero                                              | 1999. október 31. 2000. március 8.     |
| 6.   | 6.  | Néha a jó szó kevés (Sunny, Like Sunshine)                     | R. W. Goodwin         | John Wells                                                        | 1999. november 7. 2000. március 22.    |
| 7.   | 7.  | A forgatókönyvet az élet írja (Impulse)                        | Félix Enríquez Alcalá | Lance Gentile                                                     | 1999. november 14. 2000. március 29.   |
| 8.   | 8.  | Hálaadás (History of the World)                                | R. W. Goodwin         | John Romano                                                       | 1999. november 21. 2000. április 5.    |
| 9.   | 9.  | Egy jobb élet reményében (Modern Designs for Better Living)    | Bryan Spicer          | John Ridley                                                       | 1999. november 28.                     |
| 10.  | 10. | Katasztrófahelyzet (Demolition Derby)                          | Christopher Chulack   | Theresa Rebeck                                                    | 2000. január 10.                       |
| 11.  | 11. | Balszerencsés véletlenek (Alone in a Crowd)                    | Matt Penn             | Edward Allen Bernero                                              | 2000. január 17.                       |
| 12.  | 12. | Lélekmentők (Journey to the Himalayas)                         | Kenneth Fink          | John Romano                                                       | 2000. január 24.                       |
| 13.  | 13. | A hajsza (This Band of Brothers)                               | Guy Norman Bee        | John Wells                                                        | 2000. február 7.                       |
| 14.  | 14. | 32 golyó és egy összetört szív (32 Bullets and a Broken Heart) | Bryan Spicer          | John Ridley                                                       | 2000. február 14.                      |
| 15.  | 15. | Látszatmegoldások (Officer Involved)                           | Christopher Chulack   | Edward Allen Bernero                                              | 2000. február 21.                      |
| 16.  | 16. | Az emberi természet (Nature or Nurture)                        | Clark Johnson         | Terri Kopp                                                        | 2000. február 28.                      |
| 17.  | 17. | Ohio (Ohio)                                                    | Michael Fields        | John Romano                                                       | 2000. március 20.                      |
| 18.  | 18. | Férfiak (Men)                                                  | Guy Norman Bee        | Lance Gentile                                                     | 2000. április 10.                      |
| 19.  | 19. | Nyári időszámítás (Spring Forward, Fall Back)                  | Christopher Chulack   | John Wells                                                        | 2000. április 17.                      |
| 20.  | 20. | Ezer kis fénypont (A Thousand Points of Light)                 | Michael Fields        | John Ridley                                                       | 2000. április 24.                      |
| 21.  | 21. | Egy este az operában (Just Another Night at the Opera)         | Christopher Misiano   | Edward Allen Bernero                                              | 2000. május 15.                        |
| 22.  | 22. | Lánglovagok (Young Men and Fire)                               | Christopher Chulack   | John Wells                                                        | 2000. május 22.                        |

## 2. évad (2000-2001)
| Sor. | Év. | Cím                                                        | Rendező                | Író                                           | Premier            |
| ---- | --- | ---------------------------------------------------------- | ---------------------- | --------------------------------------------- | ------------------ |
| 23.  | 1.  | Ariadne fonala (The Lost)                                  | Christopher Chulack    | John Wells                                    | 2000. október 2.   |
| 24.  | 2.  | Magánügyek (Faith)                                         | Christopher Chulack    | John Wells                                    | 2000. október 9.   |
| 25.  | 3.  | Feszült napok (Four Days)                                  | Félix Enríquez Alcalá  | Edward Allen Bernero & John Ridley            | 2000. október 16.  |
| 26.  | 4.  | Újra az őrsön (Jimmy's Mountain)                           | Charles Haid           | Lance Gentile & Terri Kopp                    | 2000. október 23.  |
| 27.  | 5.  | Remények (Kim's Hope Chest)                                | Félix Enríquez Alcalá  | Kyera B. Keenne & Janine Sherman Barrois      | 2000. október 30.  |
| 28.  | 6.  | Kínos emlékek (The Tys That Bind)                          | Nick Gomez             | Bonnie Mark                                   | 2000. november 6.  |
| 29.  | 7.  | Műszak után (After Hours)                                  | Guy Norman Bee         | Edward Allen Bernero                          | 2000. november 20. |
| 30.  | 8.  | Ismétlődő ballépések (Know Thyself)                        | Nancy Savoca           | Julie Hébert                                  | 2000. november 27. |
| 31.  | 9.  | Kínos szóbeszéd (Run of the Mill)                          | Félix Enríquez Alcalá  | Bonnie Mark                                   | 2000. december 4.  |
| 32.  | 10. | Régi dolgok (History)                                      | Jace Alexander         | Lance Gentile                                 | 2000. december 18. |
| 33.  | 11. | Hősi halál (A Hero's Rest)                                 | Christopher Chulack    | Edward Allen Bernero                          | 2001. január 15.   |
| 34.  | 12. | Az igaz szerelem (True Love)                               | Lesli Linka Glatter    | John Wells                                    | 2001. január 22.   |
| 35.  | 13. | Kötelesség (Duty)                                          | Guy Norman Bee         | Edward Allen Bernero                          | 2001. január 29.   |
| 36.  | 14. | Csapdában (A Rock and A Hard Place)                        | Félix Enríquez Alcalá  | Bonnie Mark                                   | 2001. február 5.   |
| 37.  | 15. | Requiem (Requiem for a Bantamweight)                       | Christopher Chulack    | John Wells                                    | 2001. február 12.  |
| 38.  | 16. | Elvarratlan szálak (Unfinished Business)                   | Félix Enríquez Alcalá  | Edward Allen Bernero                          | 2001. február 26.  |
| 39.  | 17. | Carlos mindenekelőtt (The Self-Importance of Being Carlos) | Jace Alexander         | John Ridley                                   | 2001. március 19.  |
| 40.  | 18. | Tisztesség (Honor)                                         | Terrence O'Hara        | Kyera B. Keenne & Janine Sherman Barrois      | 2001. április 16.  |
| 41.  | 19. | Sebek (Walking Wounded)                                    | Jesus Salvador Trevino | Bonnie Mark                                   | 2001. április 23.  |
| 42.  | 20. | Férfidolgok (Man Enough)                                   | Guy Norman Bee         | Julie Hébert                                  | 2001. április 30.  |
| 43.  | 21. | Egy szabad hétvége (Exposing Faith)                        | Nick Gomez             | Whitney Boole Williams & Edward Allen Bernero | 2001. május 14.    |
| 44.  | 22. | Lövések az iskolában (...and Zeus Wept)                    | Guy Norman Bee         | John Wells                                    | 2001. május 21.    |

## 3. évad (2001-2002)
| Sor. | Év. | Cím                                               | Rendező                | Író                                                                               | Premier            |
| ---- | --- | ------------------------------------------------- | ---------------------- | --------------------------------------------------------------------------------- | ------------------ |
| 45.  | 1.  | A hősök emlékei (In Their Own Words)              | Christopher Chulack    | John Wells                                                                        | 2001. október 15.  |
| 46.  | 2.  | Szeptember 10. (September Tenth)                  | Guy Norman Bee         | John Wells                                                                        | 2001. október 22.  |
| 47.  | 3.  | A tragédia után (After Time)                      | Félix Enríquez Alcalá  | Történet: Edward Allen Bernero Tévéjáték: Edward Allen Bernero & John Wells       | 2001. október 29.  |
| 48.  | 4.  | Transzplantáció (The Relay)                       | Guy Norman Bee         | Edward Allen Bernero & Scott Williams                                             | 2001. november 12. |
| 49.  | 5.  | A város legjobb mentőse (Adam 55-3)               | Jesus Salvador Trevino | Történet: John Wells & Scott Williams Tévéjáték: John Wells                       | 2001. november 19. |
| 50.  | 6.  | Adok-kapok (He Said, She Said)                    | Nelson McCormick       | Julie Hébert                                                                      | 2001. november 26. |
| 51.  | 7.  | Gyermekkori emlékek (Childhood Memories)          | Nelson McCormick       | Edward Allen Bernero                                                              | 2001. december 3.  |
| 52.  | 8.  | Kitartás, fiúk! (Act Brave)                       | Brooke Kennedy         | Scott Williams                                                                    | 2001. december 10. |
| 53.  | 9.  | Szex, hazugság, videó (Sex, Lies & Videotape)     | Félix Enríquez Alcalá  | Janine Sherman Barrois                                                            | 2002. január 7.    |
| 54.  | 10. | Kétségek (Transformed)                            | Guy Norman Bee         | Paul G. Golding                                                                   | 2002. január 14.   |
| 55.  | 11. | Mit hoz az élet? (Old Dogs, New Tricks)           | Dave Chameides         | Edward Allen Bernero                                                              | 2002. január 21.   |
| 56.  | 12. | Mesterlövészek (The Long Guns)                    | Brooke Kennedy         | Julie Hébert                                                                      | 2002. január 28.   |
| 57.  | 13. | Hidegfront (Cold Front)                           | Guy Norman Bee         | Scott Williams                                                                    | 2002. február 4.   |
| 58.  | 14. | Szuperhősök 1. rész (Superheroes: Part 1)         | Nelson McCormick       | Történet: Jorge Zamacona & Edward Allen Bernero Tévéjáték: Edward Allen Bernero   | 2002. február 25.  |
| 59.  | 15. | Szuperhősök 2. rész (Superheroes: Part 2)         | Julie Hébert           | Edward Allen Bernero                                                              | 2002. március 4.   |
| 60.  | 16. | Árnyak a múltból (Thicker Than Water)             | Félix Enríquez Alcalá  | Whitney Boole Williams                                                            | 2002. április 1.   |
| 61.  | 17. | Zuhanás (Falling)                                 | Jesus Salvador Trevino | Janine Sherman Barrois                                                            | 2002. április 8.   |
| 62.  | 18. | Nincs bocsánat (The Unforgiven)                   | Félix Enríquez Alcalá  | Történet: Jorge Zamacona Tévéjáték: Jorge Zamacona, Julie Hébert & Scott Williams | 2002. április 15.  |
| 63.  | 19. | A cél szentesíti az eszközt (The Greater Good)    | Vincent Misiano        | Lance Gentile                                                                     | 2002. április 22.  |
| 64.  | 20. | Eltűnt gyermekek (Unleashed)                      | Guy Norman Bee         | Edward Allen Bernero                                                              | 2002. április 29.  |
| 65.  | 21. | Kísért a múlt (Two Hundred and Thirty-Three Days) | Brooke Kennedy         | John Wells                                                                        | 2002. május 6.     |
| 66.  | 22. | Áramszünet (Blackout)                             | Christopher Chulack    | Edward Allen Bernero                                                              | 2002. május 13.    |

## 4. évad (2002-2003)
| Sor. | Év. | Cím                                                    | Rendező                | Író                                   | Premier              |
| ---- | --- | ------------------------------------------------------ | ---------------------- | ------------------------------------- | -------------------- |
| 67.  | 1.  | A nagy New york-i áramszünet (Lights Up)               | Guy Norman Bee         | Edward Allen Bernero                  | 2002. szeptember 30. |
| 68.  | 2.  | Kiválasztottak (The Chosen Few)                        | Nelson McCormick       | Scott Williams                        | 2002. október 7.     |
| 69.  | 3.  | Az orosz maffia nyomában (To Protect...)               | Jesus Salvador Trevino | Janine Sherman Barrois                | 2002. október 14.    |
| 70.  | 4.  | Tömegszerencsétlenség (Crash & Burn)                   | Peter Ellis            | Siobhan Byrne O'Connor                | 2002. október 21.    |
| 71.  | 5.  | Ítéletnap 1. rész (Judgement Day Part 1)               | Brooke Kennedy         | Paul G. Golding                       | 2002. október 28.    |
| 72.  | 6.  | Ítéletnap 2. rész (Judgement Day Part 2)               | Brooke Kennedy         | Edward Allen Bernero                  | 2002. október 28.    |
| 73.  | 7.  | Tűzgyújtó (Firestarter)                                | Nelson McCormick       | Scott Williams                        | 2002. november 11.   |
| 74.  | 8.  | Bankrablás (Ladies' Day)                               | Vincent Misiano        | Edward Allen Bernero                  | 2002. november 18.   |
| 75.  | 9.  | Bűn és bűnhődés 1. rész (Crime and Punishment: Part 1) | Charles Haid           | Janine Sherman Barrois                | 2002. december 2.    |
| 76.  | 10. | Bűn és bűnhődés 2. rész (Crime and Punishment: Part 2) | Peter Ellis            | Paul G. Golding                       | 2002. december 9.    |
| 77.  | 11. | Még egy lehetőség (Second Chances)                     | TR Babu Subramaniam    | Siobhan Byrne O'Connor                | 2003. január 6.      |
| 78.  | 12. | Végzetes rágalom (Castles of Sand)                     | Félix Enríquez Alcalá  | Charles Murray                        | 2003. január 13.     |
| 79.  | 13. | Hóvihar (Snow Blind)                                   | Guy Norman Bee         | Scott Williams                        | 2003. január 27.     |
| 80.  | 14. | Lángoló pokol 1. rész (Collateral Damage: Part 1)      | Brooke Kennedy         | Edward Allen Bernero                  | 2003. február 3.     |
| 81.  | 15. | Lángoló pokol 2. rész (Collateral Damage: Part 2)      | Skipp Sudduth          | Siobhan Byrne O'Connor                | 2003. február 10.    |
| 82.  | 16. | A kód neve: Vészhelyzet (10-13)                        | Félix Enríquez Alcalá  | Janine Sherman Barrois                | 2003. február 24.    |
| 83.  | 17. | Zuhanás (Letting Go)                                   | Tim Matheson           | W. J. Rinier Jr.                      | 2003. március 17.    |
| 84.  | 18. | Az utolsó esély (Last Call)                            | Lee David Zlotoff      | Edward Allen Bernero & Scott Williams | 2003. március 31.    |
| 85.  | 19. | Tiltott randevú (Everybody Lies)                       | Peter Ellis            | Paul G. Golding                       | 2003. április 7.     |
| 86.  | 20. | Rajtaütés (In Confidence)                              | Nelson McCormick       | Janine Sherman Barrois                | 2003. április 14.    |
| 87.  | 21. | Bekerítve (Closing In)                                 | Félix Enríquez Alcalá  | Scott Williams                        | 2003. április 21.    |
| 88.  | 22. | Hol az igazság? (The Price of Nobility)                | Christopher Chulack    | Edward Allen Bernero & Brooke Kennedy | 2003. április 28.    |

## 5. évad (2003-2004)
| Sor. | Év. | Cím                                             | Rendező                | Író                              | Premier              |
| ---- | --- | ----------------------------------------------- | ---------------------- | -------------------------------- | -------------------- |
| 89.  | 1.  | Titkok és hazugságok (The Truth and Other Lies) | Nelson McCormick       | Edward Allen Bernero             | 2003. szeptember 29. |
| 90.  | 2.  | Zsarolás (My Opening Farewell)                  | Félix Enríquez Alcalá  | Scott Williams                   | 2003. október 6.     |
| 91.  | 3.  | Karantén (Lockdown)                             | Peter Ellis            | Janine Sherman Barrois           | 2003. október 13.    |
| 92.  | 4.  | Az új főnök (In Lieu of Johnson)                | Charles Haid           | Charles Murray                   | 2003. október 20.    |
| 93.  | 5.  | A merénylet (Goodbye To All That)               | Vincent Misiano        | John Ridley                      | 2003. október 31.    |
| 94.  | 6.  | Fegyverletétel (Surrender)                      | Nelson McCormick       | Scott Williams                   | 2003. november 7.    |
| 95.  | 7.  | Adós, fizess! (Payback)                         | Tim Matheson           | Janine Sherman Barrois           | 2003. november 14.   |
| 96.  | 8.  | Féktelen düh (Fury)                             | Peter Ellis            | Siobhan Byrne O'Connor           | 2003. november 21.   |
| 97.  | 9.  | Gyökerek (A Ticket Grows in Brooklyn)           | Gloria Muzio           | Angela Amato Velez               | 2003. december 5.    |
| 98.  | 10. | Karácsony (The Spirit)                          | Skipp Sudduth          | Edward Allen Bernero             | 2003. december 12.   |
| 99.  | 11. | Segélyhívás (A Call For Help)                   | Edward Allen Bernero   | Edward Allen Bernero             | 2004. január 9.      |
| 100. | 12. | Szolgálunk és vétünk (Black and Blue)           | Jesus Salvador Trevino | Brooke Kennedy                   | 2004. január 16.     |
| 101. | 13. | Árral szemben (Sleeping Dogs Lie)               | Félix Enríquez Alcalá  | Janine Sherman Barrois           | 2004. február 6.     |
| 102. | 14. | Csapdahelyzet (Blessed and Bewildered)          | Ernest R. Dickerson    | Scott Williams                   | 2004. február 13.    |
| 103. | 15. | Az utolsó csepp (No More, Forever)              | John E. Gallagher      | John Ridley                      | 2004. február 20.    |
| 104. | 16. | Családi kötelékek 1. rész (Family Ties: Part 1) | Brooke Kennedy         | Siobhan Byrne O'Connor           | 2004. február 27.    |
| 105. | 17. | Családi kötelékek 2. rész (Family Ties: Part 2) | Nelson McCormick       | Edward Allen Bernero             | 2004. március 5.     |
| 106. | 18. | Bűnös vagy áldozat (Purgatory)                  | Mike Vejar             | Charles Murray                   | 2004. április 9.     |
| 107. | 19. | Diszkóláz (Spanking the Monkey)                 | Félix Enríquez Alcalá  | Charles Murray & Victor De Jesus | 2004. április 16.    |
| 108. | 20. | A látszat mindig csal (In Plain View)           | Tim Matheson           | Angela Amato Velez               | 2004. április 23.    |
| 109. | 21. | Súlyos bántalmak (Higher Calling)               | Gloria Muzio           | Scott Williams                   | 2004. április 30.    |
| 110. | 22. | Válaszcsapás (Monsters)                         | Edward Allen Bernero   | Edward Allen Bernero             | 2004. május 7.       |

## 6. évad (2004-2005)
| Sor. | Év. | Cím                                                             | Rendező               | Író                      | Premier              |
| ---- | --- | --------------------------------------------------------------- | --------------------- | ------------------------ | -------------------- |
| 111. | 1.  | Szörnyszülöttek (More Monsters)                                 | Christopher Chulack   | Edward Allen Bernero     | 2004. szeptember 17. |
| 112. | 2.  | Higgyj neki, hisz zsaru! (Alone Again, Naturally)               | Paul Michael Glaser   | Janine Sherman Barrois   | 2004. szeptember 24. |
| 113. | 3.  | Átkozott egy nap (Last Will and Testament)                      | Matt Earl Beesley     | Simon Mirren             | 2004. október 1.     |
| 114. | 4.  | Megszállottan (Obsession)                                       | Stephen Cragg         | Siobhan Byrne O'Connor   | 2004. október 15.    |
| 115. | 5.  | Embervadászok (The Hunter, Hunted)                              | Paul McCrane          | Edward Allen Bernero     | 2004. október 22.    |
| 116. | 6.  | A világ legjobb nyomozói (The Greatest Detectives in The World) | Ernest R. Dickerson   | Edward Allen Bernero     | 2004. október 29.    |
| 117. | 7.  | Sose add fel! (Leap of Faith)                                   | John E. Gallagher     | Karen Hall               | 2004. november 5.    |
| 118. | 8.  | Megbolygatott múlt (Broken)                                     | Nelson McCormick      | Janine Sherman Barrois   | 2004. november 12.   |
| 119. | 9.  | Apák bűne (Sins of the Father)                                  | Rosemary Rodriguez    | Siobhan Byrne O'Connor   | 2004. november 19.   |
| 120. | 10. | Vesszen az áruló! (Rat Bastard)                                 | Matt Earl Beesley     | Charles Alfrazier Murray | 2004. december 3.    |
| 121. | 11. | Az egyetlen tanú (Forever Blue)                                 | John E. Gallagher     | Angela Amato Velez       | 2005. január 7.      |
| 122. | 12. | Szívrobbanás (The "L" Word)                                     | Charles Haid          | Victor De Jesus          | 2005. január 14.     |
| 123. | 13. | Pokoli szerencse (The Other "L" Word)                           | Edward Allen Bernero  | Charles Holland          | 2005. január 21.     |
| 124. | 14. | Kétségek között (The Kitchen Sink)                              | Stephen Cragg         | Simon Mirren             | 2005. február 4.     |
| 125. | 15. | Ez ám a meglepetés! (Revelations)                               | Félix Enríquez Alcalá | Siobhan Byrne O'Connor   | 2005. február 11.    |
| 126. | 16. | A család mindenek felett (In the Family Way)                    | Vincent Misiano       | Edward Allen Bernero     | 2005. február 18.    |
| 127. | 17. | Ez még csak a kezdet (Kingpin Rising)                           | Nelson McCormick      | Charles Murray           | 2005. február 25.    |
| 128. | 18. | A sors keze (Too Little, Too Late)                              | Rosemary Rodriguez    | Janine Sherman Barrois   | 2005. április 8.     |
| 129. | 19. | Isten hozott (Welcome Home)                                     | Paul Michael Glaser   | Victor De Jesus          | 2005. április 15.    |
| 130. | 20. | Hinni és remélni (How Do You Spell Belief?)                     | Skipp Sudduth         | Karen Hall               | 2005. április 22.    |
| 131. | 21. | Fenyegető érzések (End of Tour)                                 | Gloria Muzio          | Angela Amato Velez       | 2005. április 29.    |
| 132. | 22. | Totál káosz (Goodbye to Camelot)                                | Edward Allen Bernero  | Edward Allen Bernero     | 2005. május 6.       |